# Albrights Corner
 Coordenadas : formato inválido
Albrights Corner é uma comunidade localizada na província canadense de New Brunswick.